# Bardellone Bonacolsi
Bardellone Bonacolsi († Ferrara, 1300) fue el segundo miembro de la familia Bonacolsi que llegó a gobernar como señor de Mantua, entre 1291 y 1299.  Era hijo de Pinamonte Bonacolsi.

## Biografía
Su hermano Tagino (también llamado Tomo) debía heredar por ser el mayor hijo con vida, y mientras llegaba el momento, gobernaba en Verona.  Bardellone era rector de la ciudad y se había ganado a las principales personalidades de la ciudad.  Siendo Pinamonte ya anciano, era Bardellone el que gobernaba la ciudad de facto, pero era a su hermano mayor al que le correspondería la ciudad cuando su padre muriese.  Así que Bardellone decidió adelantarse y en 1290 se produce una disputa armada entre ejércitos en la plaza Broletto de la ciudad, de la que salieron victorioso Bardellone y Tagino encarcelado.  Desde entonces Bardellone gobernó con dos presidentes para disfrazarse con apariencia republicana.  Y como tenía suficientes apoyos, en enero de 1291 dio un golpe de Estado que derrocó definitivamente a su padre, y se quedó con el poder.  Seguidamente nombró a su sobrino Guido podestà de la ciudad.  Tagino tuvo que exiliarse.
En 1294 eligió doce de los mejores ciudadanos de la ciudad para formar un órgano consultivo: el Consejo del Señor.  Las funciones judiciales del nuevo Consejo crecieron rápidamente y por delegación tenía derecho a juzgar, interpretar las leyes y condenar.
Cuando su poder ya estuvo asegurado hizo las paces con su hermano Tagino y, arrepentido, lo asoció a su gobierno para asegurar la sucesión, ya que se encontraba sin hijos varones.  Bardellone pasó a la historia como un gobernante vil, estúpido e ignorante.  A principios de 1299 cedió el gobierno a Tagino, pero el joven podestá Guido contaba con el apoyo de los Scala de Verona, y se organizó una revuelta contra su tío.  Tagino fue perseguido y el 2 de julio de ese año Bardellone, obligado por su sobrino, no tuvo más remedio que anular la cesión y abdicar.  Después Bardellone se trasladó a Ferrara, donde murió al año siguiente.

## Descendencia
Bardellone se casó con Anastasia Riva, con la que tuvo un hijo varón llamado Giovanni († Mantua, 1288).  Tuvo también dos hijas monjas y una tercera hija bastarda.
| Predecesor: Pinamonte | Señor de Mantua 1291-1299 | Sucesor: Guido |